# Torre de Águias
La torre de Águias es un edificio de estilo manuelino situado en la localidad de Águias, en la freguesia de Brotas (distrito de Évora, Portugal). Fue clasificada como monumento nacional por el Real Decreto n.º 136 del 23 de junio de 1910. Fue restaurada en 1946.
Nuno Manuel, aristócrata portugués, mandó levantarla en 1520, posiblemente sobre una estructura más antigua. En ella reposaban los hidalgos que iban de cacería, cosa frecuente en la región durante esa época.

## Arquitectura
La torre tiene una planta cuadrada de unos 18 metros de lado, levantándose cerca de 20 metros del suelo. Su fábrica es de sillería y mampostería de granito y su estilo manuelino. En lo alto destacan unos pináculos que en Portugal reciben en nombre de coruchéus. 
Un salón cubierto con bóvedas nervadas constituye la planta baja. En la primera planta hay un salón noble con chimenea, también cubierto con el mismo tipo de bóvedas, además de algunas estancias contiguas. Las plantas segunda y tercera no presentan divisiones.